# Jožef in njegovi bratje
Jožef in Njegovi Bratje (Joseph und seine Brüder) je tetralogija romanov nemškega pisatelja Thomasa Manna, napisana v razponu 16tih let. Mann na novo pripoveduje biblične zgodbe iz Geneze v med poglavji 27–50. Mann je menil, da je to njegovo največje delo.
Tetralogija je sestavljena iz štirih del:
- Zgodbe o Jakobu (Genesis 27–36)
- Mladi Jožef (Genesis 37)
- Jožef v Egiptu (Genesis 38–39)
- Jožef oskrbnik (Genesis 40–50)